# En livstid i krig
En livstid i krig (av musikgruppen stiliserat En Livstid I Krig; engelsk titel: A Lifetime Of War) är en rocklåt av det svenska power metal-bandet Sabaton, släppt på både svenska och engelska för deras tvåspråkiga album Carolus Rex från 2012. Låten skildrar pliktens misär för gemene man vid inkallning till krig och dito. Den engelska texten anknyter till trettioåriga kriget.
En livstid i krig har blivit en av Sabatons mest populära låtar och sjungs ofta högt tillsammans med publiken vid konserter, särskilt på svenska.